# Ottersluis

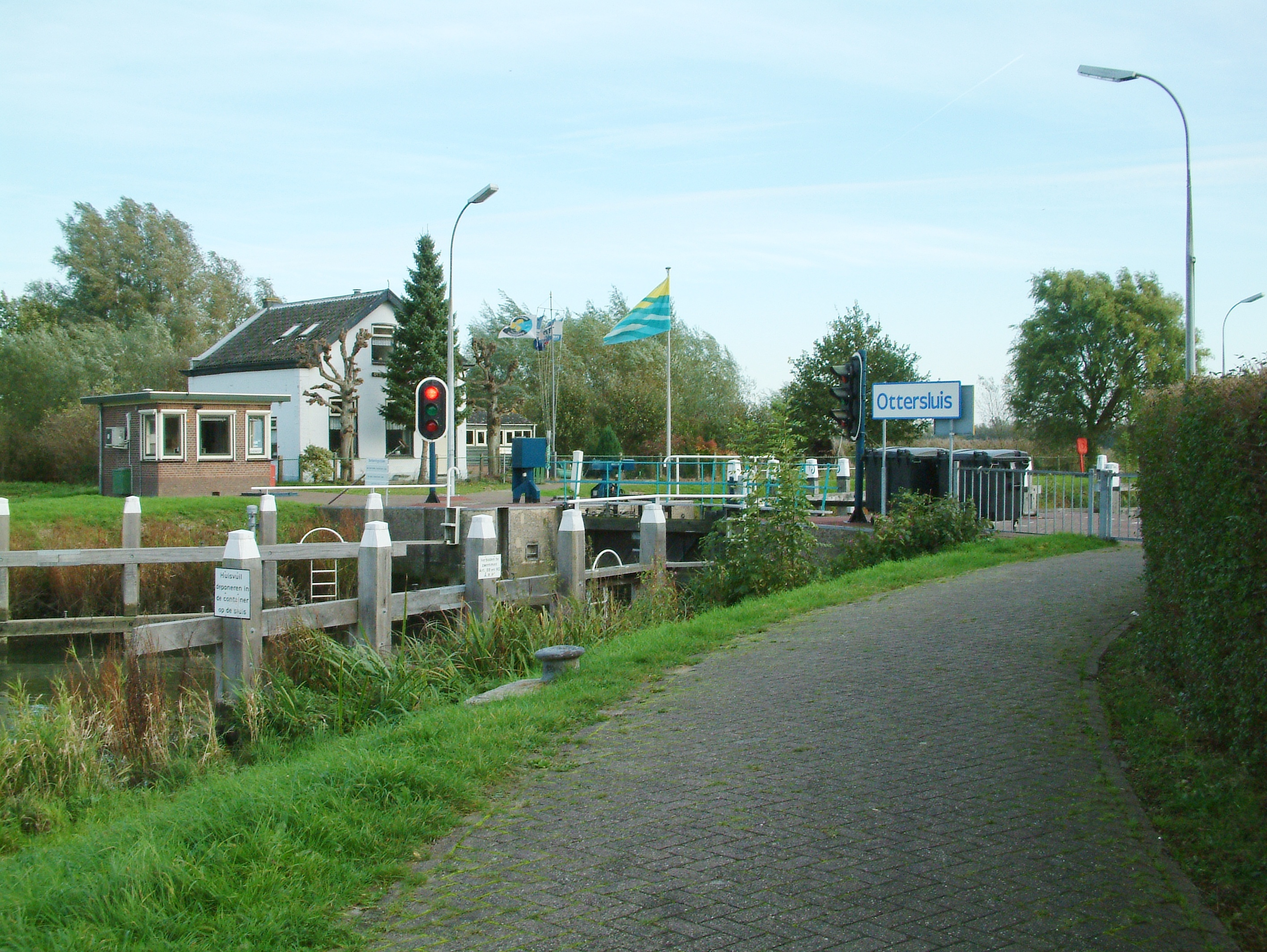
Overzicht Ottersluis

De Ottersluis is een schutsluis met puntdeuren tussen de Nieuwe Merwede bij kilometerraai 970,4 en het Otterkanaal. De sluis ligt in de gemeente Dordrecht, in de Nederlandse provincie Zuid-Holland. De vaarweg is CEMT-klasse 0.
De schutkolklengte is 39 m en de wijdte is 7 m. De kolk is veel breder, maar de wijdte wordt beperkt door het remmingwerk. Er ligt over de kolk naast de buitendeuren een rolvoetbrug. Hoogte in gesloten stand NAP +2,70 m. De minste drempeldiepte is aan beide zijden NAP -2,20 m. Bij een verval van meer dan 2 meter wordt er niet geschut.
Gewoonlijk staat het water aan de buitenkant - de kant van de Nieuwe Merwede - hoger dan aan de binnenkant. Het komt toch zo af en toe voor, dat het water aan de binnenkant hoger staat. Normaal gesproken zou er dan niet kunnen worden geschut, omdat de sluis geen dubbele deuren heeft. Maar deze sluis kan dan toch tegen het getij in schutten, mits het verval beperkt blijft tot enkele centimeters. Daarvoor dienen de grendels, waarmee zowel aan de binnenkant als aan de buitenkant de puntdeuren aan elkaar vast kunnen worden gezet en zo het openen van deze deuren door de druk van het water vanaf de hoge kant voorkomen.
De sluis is (nog) niet via de marifoon aan te roepen.
Het sluisje ligt afgelegen en is alleen over water bereikbaar, een flink aantal borden "Verboden toegang" verbieden benadering over land. Het sluisje wordt voornamelijk gebruikt door de recreatievaart, die vanaf de Nieuwe Merwede zijn weg dan vervolgt via de Kikvorschkil naar de Helsluis - die naar de Beneden Merwede schut - of via het Wantij verder naar Dordrecht vaart.
Een paar honderd meter beneden de sluis is een aanlegsteiger van de veerpont, die van de Kop van 't Land naar de Biesbosch vaart.